# Netopia
Netopia — компания-производитель телекоммуникационного оборудования и программного обеспечения. Штаб-квартира находится в городе Эмиривилл (Калифорния, США).
Компания производит широкий спектр оборудования для широкополосной передачи данных: модемы, маршрутизаторы, межсетевые экраны и устройства Wi-Fi. Также компания выпускает программное обеспечение для сферы телекоммуникаций: Netopia Broadband Server Software (NBBS) и ПО для удаленного администрирования Timbuktu.
Компании первоначально называлась Farallon Computing и сменила название на Netopia в 1998 году. Farallon Computing разработала технологию PhoneNet, в которой реализована передача данных по стеку протоколов AppleTalk по телефонной сети. Netopia была куплена компанией Motorola в 1 квартале 2007 года.
Известно что следующие интернет-провайдеры используют модемы Netopia:
- в США — AT&T, Sonic.net, Covad
- в Ирландии — eircom
- в Швейцарии — Swisscom
- в Норвегии — NextGenTel
- во Франции — France Télécom, Cegetel RSS, B3G Telecom, Nerim, Easynet, Claranet, Magic Online